# Ed Spielman
Ed Spielman, född i Brooklyn, New York, är en amerikansk författare.
Han hade en stor roll i skapandet av TV-serierna Kung Fu med David Carradine och The Young Riders med Stephen Baldwin och Josh Brolin.
Ed Spielman är bror till Howard Spielman och tillsammans var de med och skapade filmen Dead Man's Gun samt TV-serien med samma namn.
Han författade även biografin "The Mighty Atom: The Life and Times of Joseph L. Greenstein" som kom ut 1979 och som senare gavs ut under namnet "The Spiritual Journey of Joseph L. Greenstein: The Mighty Atom, World's Strongest Man".